# Широковское сельское поселение (Пермский край)
Широковское сельское поселение — упразднённое муниципальное образование в Губахинском муниципальном районе Пермского края России.
Административный центр — рабочий посёлок (пгт) Широковский.

## История
Образовано в 2004 году. Упразднено в 2012 году путём объединения с остальными поселениями Губахинского муниципального района в Губахинский городской округ (городской округ «город Губаха»).

## Население
| 2010 | 2012  |
| ---- | ----- |
| 4667 | ↘4595 |

## Населённые пункты
В состав сельского поселения входили 3 населённых пункта, в том числе 1 городской (рабочий посёлок) и 2 сельских населённых пункта:
| № | Населённый пункт | Тип населённого пункта | Население    |
| - | ---------------- | ---------------------- | ------------ |
| 1 | Широковский      | рабочий посёлок        | ↘1036 (2023) |
| 2 | 10 км            | посёлок                | ↗1114 (2010) |
| 3 | 20 км            | посёлок                | ↗1631 (2021) |